# Susan Orlean

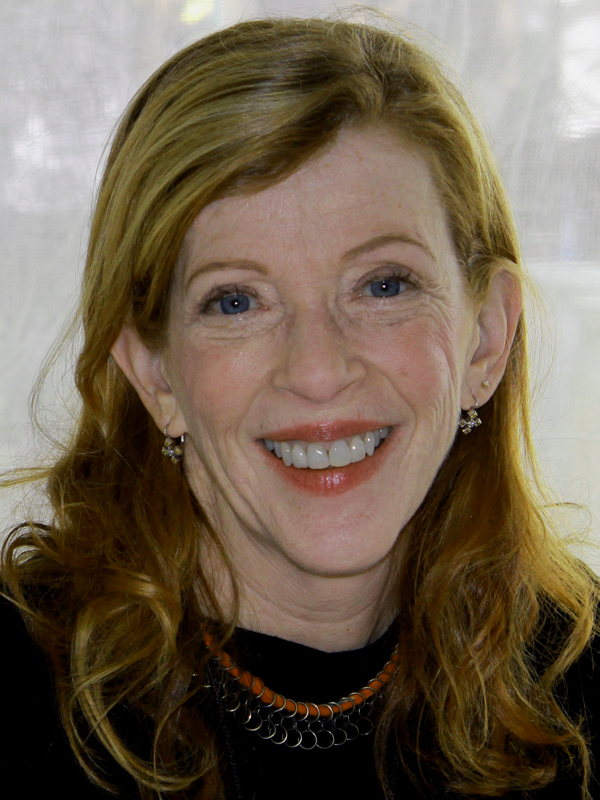
Susan Orlean (2011)

Susan Orlean (ur. 31 października 1955), amerykańska dziennikarska i pisarka.
Od 1982 pracuje w New Yorkerze, publikowała także w Vogue, Rolling Stone, Esquire oraz Outside. Jest autorką szeregu książek, jedna z nich (The Orchid Thief) stała się inspiracją Adaptacji, filmu w reżyserii Spike'a Jonze z 2002. W Adaptacji w rolę Orlean wcieliła się Meryl Streep, jednak stworzona przez nią kreacja jest w znacznej mierze fikcją i filmowa Susan Orlean ma niewiele wspólnego z prawdziwą.